# Ступино (Ягницкое сельское поселение)
Ступино — деревня в Череповецком районе Вологодской области.
Входит в состав Ягницкого сельского поселения, с точки зрения административно-территориального деления — в Большедворский сельсовет.
Расстояние по автодороге до районного центра Череповца — 136 км, до центра муниципального образования Ягницы — 16 км. Ближайшие населённые пункты — Васюково, Ионово, Григорьево.
По переписи 2002 года население — 26 человек (10 мужчин, 16 женщин). Всё население — русские.